# Antonio Vallone
Antonio Vallone (Galatina, 8 maggio 1858 – Galatina, 7 dicembre 1925) è stato un politico italiano.

## Biografia
È stato eletto nella Camera dei deputati del Regno d'Italia nella
- XXI legislatura (1900-1904),
- XXII legislatura (1904-1909),
- XXV legislatura (1919-1921) e
- XXVI legislatura (1921-1923).

Professore ordinario di costruzioni per 27 anni presso l'Istituto Tecnico "Costa" di Lecce.
Fu iniziato in Massoneria il 15 novembre 1906 nella Loggia Liberi e coscienti di Lecce e il 9 settembre 1908 divenne Maestro massone.
Tre persone influenzarono gli orientamenti politici prima del suo ingresso attivo nella vita parlamentare:
- Pietro Siciliani, suo zio, candidato nel collegio di Maglie del 1882;
- Antonio De Marco che seguì ed affiancò in venticinque anni di vicende politiche elettorali;
- Guglielmo Oberdan amico e collega a Roma nel periodo universitario alla facoltà di Ingegneria.

"Persone diverse per studi, carattere ed estrazione sociale ma che promossero in lui una visione laica del mondo e lo convinsero che la civiltà è in continuo progresso ed è valida quando assicura le conquiste del popolo. Di fede repubblicana e mazziniana non vedeva ostacoli tra questa ed il progresso scientifico.
Voce genuina del meridionalismo repubblicano per la difesa delle libertà civili della popolazione umiliata da secolare servaggio: questo il ricordo vivo nella coscienza popolare."
(Aldo Vallone, Contributo alla storia del meridionalismo repubblicano in Puglia-Antonio Vallone, Adriatica editrice, Bari, 1972.)